# Harry Blanchard
Harry Blanchard (Burlington, Vermont, SAD, 13. lipnja 1929. – Buenos Aires, Argentina, 31. siječnja 1960.) je američki pokojni vozač Formule 1. Svoju prvu i posljednju utrku na tom natjecanju odvozio je 1959. godine na VN SAD-a. Tamo je osvojio sedmo mjesto koje se tada nije bodovalo.
Nekoliko mjeseci poslije, Blanchard je smrtno stradao kada se prevrnuo Porscheovim bolidom na utrci 1000 km Buenos Airesa.

## Potpuni popis rezultata u Formuli 1
| Godina | Momčad             | Šasija      | Motor          | 1.  | 2.  | 3.  | 4.  | 5.  | 6.  | 7.  | 8.  | 9.     | Bodovi | Poredak |
| ------ | ------------------ | ----------- | -------------- | --- | --- | --- | --- | --- | --- | --- | --- | ------ | ------ | ------- |
| 1959.  | Blanchard Auto Co. | Porsche RSK | Porsche Flat-4 | MON | 500 | NIZ | FRA | VBR | NJE | POR | ITA | SAD 11 | 0      | -       |

## Vanjske poveznice
- Blanchardova vozačka statistika u Formuli 1